# Jan Leszczyński (muzyk ludowy)
Jan Leszczyński (ur. 1940, zm. 2017) – polski muzyk ludowy, skrzypek.

## Życiorys
Pochodził z Godziszowa. Skrzypkiem był również między innymi jego brat Franciszek (ur. 1924) oraz stryj Jan Osioł. Jako muzyk zaczynał od chodzenia z kolędnikami w czasie zapustów, a następnie występów na weselach. W latach 60. XX wieku rozpoczął występy w kapeli weselnej z Godziszowa, którą tworzyli klarneciści Piotr Oleszko i Stanisław Krzysztoń, akordeonista Jan Krzysztoń i sekundujący na skrzypcach Karol Zych. W 1987 został laureatem 3 nagrody na Festiwalu Kapel i Śpiewaków Ludowych w Kazimierzu Dolnym nad Wisłą, zaś w 2012 roku 2 nagrody na tymże Festiwalu. Zmarł w styczniu 2017.